# La despedida (película de 2012)
La despedida es una película de Argentina que se filmó en Buenos Aires durante 2011. Su estreno en Argentina fue el 23 de agosto de 2012. Se trata de una drama futbolístico y está protagonizada por Carlos Issa, Natalia Lobo y Fernando Pandolfi. La película cuenta con la dirección de Juan Manuel D'Emilio y la producción del Instituto Nacional de Cine y Artes Audiovisuales.

## Sinopsis
José (Carlos Issa) es un humilde empleado público, tiene cuarenta años y no ha hecho mucho con su vida salvo saber ser el goleador amateur de Juventud Unida Fútbol Club. Arrastra una enfermedad que ha empeorado y que mantiene en secreto. Su vida está en un momento difícil. Su club está a punto de descender de categoría y su técnico, Carusso (Gustavo Castellano), no lo tiene más en cuenta. Su mujer, Andrea (Natalia Lobo), le pide tener un hijo. Sus amigos Fede (Fernando Pandolfi) y Rossi (Héctor Díaz) están sentados junto a él en un banco de suplentes que los tiene detenidos en el tiempo. Su médico le ha ordenado que deje de jugar al fútbol ya que su vida corre riesgo. Pero José decide tomar el último partido de su club y convertirlo en una despedida para él y sus amigos, haciendo lo que sea con tal de jugar.

## Reparto
- Carlos Issa - José
- Natalia Lobo - Andrea
- Gustavo Castellano - Carusso
- Fernando Pandolfi - Fede
- Héctor Díaz - Rossi